# リズムあそび
『リズムあそび』は、1956年5月23日から1959年3月13日までNHK総合テレビジョンの『幼稚園・保育所の時間』枠で放送されていた音楽分野の教育番組である。
1957年3月16日までは小学校中学年向けの番組、1957年5月17日から同年7月19日までは幼稚園・小学校低学年向けの番組として放送されていた。また、1959年1月16日からはNHK教育テレビジョンでも放送されていた。

## 放送時間
いずれも日本標準時。

### 不定期番組時代
- 水曜日 11:30 - 11:50 （1956年5月23日 - 1956年12月5日）
- 土曜日 11:30 - 11:50 （1957年1月19日 - 1957年3月16日）

### レギュラー番組時代
- 金曜日 11:10 - 11:30 （1957年5月17日 - 1958年3月14日）
- 金曜日 11:00 - 11:15 （1958年4月18日 - 1959年3月13日）